# NGC 1199
NGC 1199 è una galassia ellittica situata nella costellazione dell'Eridano, a una distanza di circa 115 milioni di anni luce dalla nostra Via Lattea.

## Scoperta
La galassia è stata scoperta il 30 dicembre 1785 dall'astronomo britannico di origine tedesca William Herschel.

## Descrizione

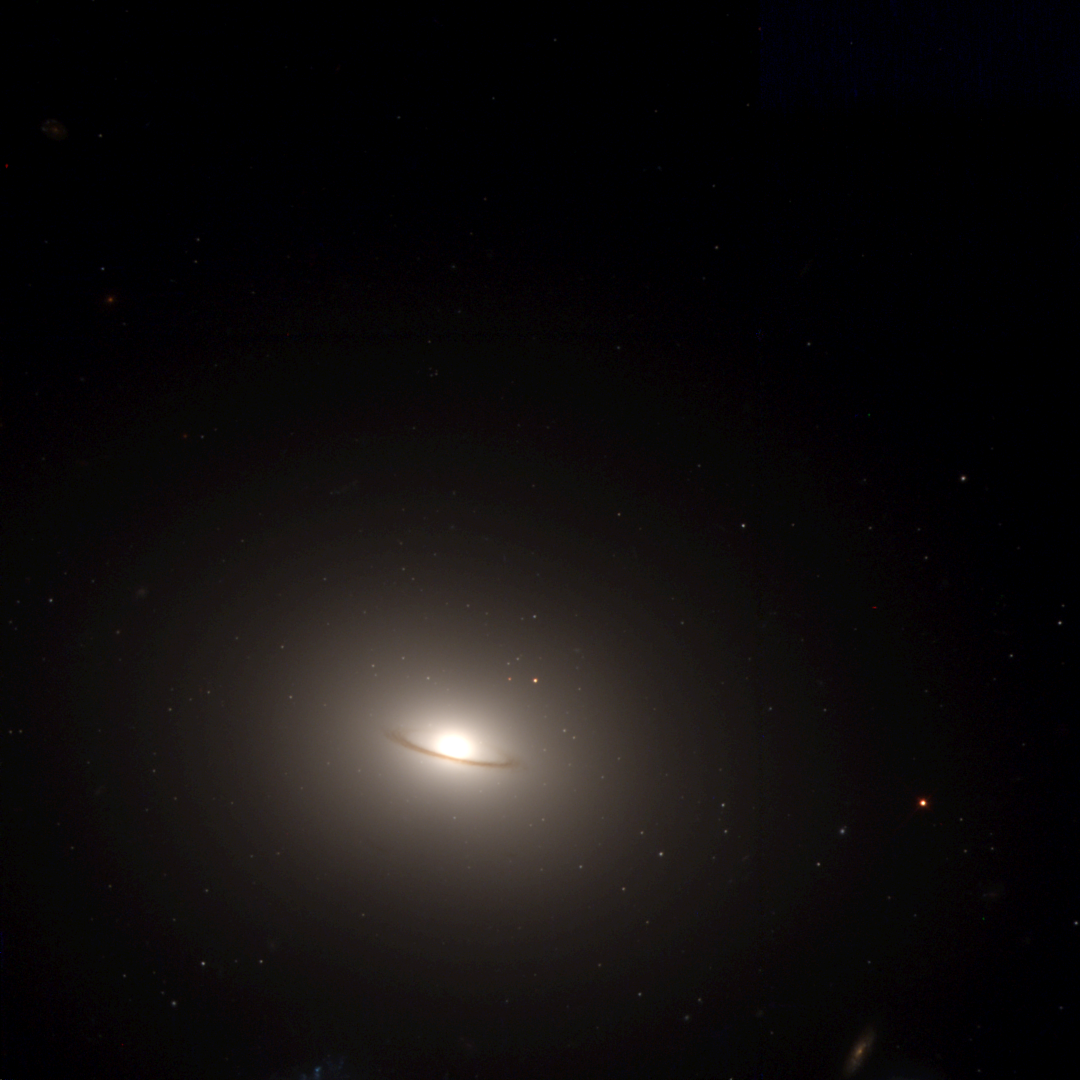
NGC 1199 ripresa dal Telescopio spaziale Hubble.

NGC 1199 è stata utilizzata da Gérard de Vaucouleurs come esempio di galassia di tipo morfologico E3 nel suo atlante di galassie.

## Gruppo compatto di Hickson 22
NGC 1189, NGC 1190, NGC 1191, NGC 1192 e NGC 1199 formano Hickson Compact Group HCG 22.

## Gruppo di NGC 1199
NGC 1199 è anche la galassia più luminosa di un gruppo di galassie che comprende almeno 6 membri. Le altre cinque galassie del Gruppo di NGC 1199 sono IC 276, NGC 1114, NGC 1189, NGC 1209 e MCG -3-8-45.